# Gustavo Prado
Prado Alves est un nom portugais ; le premier nom de famille (d'usage facultatif) est Prado et le second est Alves.
 (février 2025).
Gustavo Prado Alves dit Gustavo Prado, né le 6 juin 2005 à Rio de Janeiro au Brésil, est un footballeur brésilien qui évolue au poste de milieu de terrain au SC Internacional.

## Biographie

### Carrière en club
Né à Rio de Janeiro, Gustavo Prado intègre le centre de formation de l'Internacional en février 2023, en provenance de l'Associação Ferroviária. En février 2024, après avoir impressionné avec l'équipe des moins de 20 ans du club, il est promu en équipe première.  
Il dispute son premier match en professionnel le 3 février 2024, entrant en jeu en seconde période à la place de Bruno Henrique lors d'une victoire à domicile (2-0) contre Caxias en Campeonato Gaúcho. Il joue son premier match de Série A le 13 avril suivant, remplaçant Maurício en fin de rencontre lors d'une nouvelle victoire à domicile (2-1) face à l'EC Bahia.

### En sélection
Avec le Brésil, il participe en 2025 au Championnat de la CONMEBOL des moins de 20 ans et remporte la compétition. Pendant le tournoi, il participe à huit matchs au cours desquels il marque un but et délivre une passe décisive.

## Palmarès
- Vainqueur du Championnat de la CONMEBOL des moins de 20 ans en 2025.